# Początek (powieść)
Początek – powieść Andrzeja Szczypiorskiego z 1986 roku. Jest najbardziej znanym dziełem tego pisarza, przełożonym na wiele języków. W Niemczech wydana została w 1988 roku pod tytułem Piękna pani Seidenman (Die schöne Frau Seidenman).
Ponieważ ówczesne władze nie zgodziły się opublikować jej w Polsce, wydana została w 1986 w Paryżu przez Instytut Literacki.

## Tematyka
Tematem powieści są wzajemne stosunki polsko-niemiecko-żydowskie podczas II wojny światowej. Autor stara się odkłamać wiele narosłych wokół tej tematyki mitów i stereotypów. Na fabułę powieści składa się kilka niezależnych epizodów o charakterze niemal samodzielnych gawęd. Autor, opowiadając o kilku szczęśliwych ocaleniach od niechybnej śmierci oraz o kilku zbrodniach, ukazuje skomplikowane relacje między ludźmi. Oprócz wspomnień wojennych powieść ma też odniesienia do okresów przedwojennego oraz powojennego, zwłaszcza lat 80. XX wieku. Kreśląc portrety bohaterów, którzy bywają heroiczni, lękliwi albo okrutni, pisarz ukazuje fresk społeczny, jednocześnie unikając czarno-białego schematu. Są źli i dobrzy Polacy, Niemcy i Żydzi.